# Incidente de Machurucuto
O Incidente de Machurucuto foi uma breve batalha entre as tropas do exército venezuelano e da Guarda Nacional da Venezuela e guerrilheiros venezuelanos e cubanos treinados por Cuba. Alguns venezuelanos recordam o evento como Invasão de Machurucuto. Em 10 de maio de 1967, uma dezena de guerrilheiros comunistas e espiões cubanos desembarcaram na Venezuela, na praia de Machurucuto. O Exército da Venezuela e a Guarda Nacional os encontraram na noite de 10 de maio depois que moradores da região os alertaram; a situação durou até a madrugada de 11 de maio, onde foram capturados dois guerrilheiros e os demais foram mortos em batalha. Os guerrilheiros, de acordo com algumas fontes, tiveram um formação paramilitar completa em Cuba. A sua principal missão era treinar guerrilheiros baseados nos Andes venezuelanos para tentar derrubar o então presidente Raúl Leoni.